# Don Chisciotte (film 1933)
Don Chisciotte è un film del 1933 diretto da Georg Wilhelm Pabst.

## Trama
Il film è la prima trasposizione cinematografica sonora del romanzo di Cervantes. Nella Spagna del primo 1600, un uomo di campagna con poderi, Alonso Quixote, si appassiona eccessivamente alla lettura di romanzi, poemi e scritti vari di storie cavalleresche, entrando completamente in quel mondo di codici di valori e onori, perdendo il senno, e immaginando di essere lui stesso cavaliere errante di quei tempi. Dunque decide di chiamarsi Don Chisciotte della Mancia e di innamorarsi della principessa Dulcinea del Toboso, e di andare all'avventura con il servitore di masseria Sancio Panza, alla ricerca di imprese degne di essere scritte nella storia, guerre, battaglie. Purtroppo, la fantasia allucinatoria dei libri di cavalieri mostra a Don Chisciotte un mondo completamente differente da quello fantasioso dei castelli e dei maghi, facendogli collezionare disonore, disavventure e dolori.